# Seleção Cookense de Futebol
A Seleção Cookense de Futebol representa as Ilhas Cook nas competições oficiais da FIFA.
Sua população de cerca de 25.000 habitantes faz com que a equipe seja a menos populosa dentre todas as seleções ranqueadas pela entidade. A maior derrota da história da seleção aconteceu justamente no primeiro jogo da Seleção, contra o Taiti. O placar terminou em 30 a 0 a favor dos taitianos.
Nas eliminatorias para a Copa do Mundo de 2018, a seleção conseguiu um feito inédito, tendo alcançado duas vitórias contra Samoa e Tonga, mas não se classificou para a segunda fase de classificação devido ao saldo de gols. Nesta eliminatória outro feito foi alcançado com a artilharia por Taylor Saghabi com 4 gols em 3 partidas.

## Desempenho em competições oficiais
Copa das Nações da OFC
| Copa das Nações da OFC | Copa das Nações da OFC | Copa das Nações da OFC | Copa das Nações da OFC | Copa das Nações da OFC | Copa das Nações da OFC | Copa das Nações da OFC | Copa das Nações da OFC | Copa das Nações da OFC |
| Ano                    | Fase                   | Posição                | J                      | V                      | E                      | D                      | GP                     | GC                     |
| ---------------------- | ---------------------- | ---------------------- | ---------------------- | ---------------------- | ---------------------- | ---------------------- | ---------------------- | ---------------------- |
| 1973                   | Não disputou           | Não disputou           | Não disputou           | Não disputou           | Não disputou           | Não disputou           | Não disputou           | Não disputou           |
| 1980                   | Não disputou           | Não disputou           | Não disputou           | Não disputou           | Não disputou           | Não disputou           | Não disputou           | Não disputou           |
| 1996                   | Não disputou           | Não disputou           | Não disputou           | Não disputou           | Não disputou           | Não disputou           | Não disputou           | Não disputou           |
| 1998                   | Fase de grupos         | 6º                     | 2                      | 0                      | 0                      | 2                      | 0                      | 19                     |
| 2000                   | Fase de grupos         | 6º                     | 2                      | 0                      | 0                      | 2                      | 1                      | 22                     |
| 2002                   | Desistiu               | Desistiu               | Desistiu               | Desistiu               | Desistiu               | Desistiu               | Desistiu               | Desistiu               |
| 2004                   | Não participou         | Não participou         | Não participou         | Não participou         | Não participou         | Não participou         | Não participou         | Não participou         |
| 2008                   | Não participou         | Não participou         | Não participou         | Não participou         | Não participou         | Não participou         | Não participou         | Não participou         |
| 2012                   | Não participou         | Não participou         | Não participou         | Não participou         | Não participou         | Não participou         | Não participou         | Não participou         |
| 2016                   | Não participou         | Não participou         | Não participou         | Não participou         | Não participou         | Não participou         | Não participou         | Não participou         |
| Total                  | Fase de grupos         | 2/10                   | 4                      | 0                      | 0                      | 4                      | 1                      | 41                     |

### Jogos do Pacifico Sul
- 1963 - Não participou
- 1966 - Não participou
- 1969 - Não participou
- 1971 - 1° ronda
- 1975 - Não participou
- 1979 - Não participou
- 1983 - Não participou
- 1987 - Não participou
- 1991 - Não participou
- 1995 - 1° ronda
- 2003 - Não participou
- 2007 - 1° ronda
- 2011 - 1° ronda
- 2015 - Não participou

## Recordes
- Atualizado até 17 de março de 2022[3]

| # | Nome               | Partidas | Gols | Em atividade |
| - | ------------------ | -------- | ---- | ------------ |
| 1 | Tony Jamieson      | 22       | 0    | 2000–2011    |
| 2 | John Pareanga      | 20       | 2    | 1998–2011    |
| 3 | Joseph Chambers    | 14       | 0    | 1996–2004    |
| 4 | Mark Jamieson      | 13       | 1    | 2000–2004    |
| 4 | Christian Tauira   | 13       | 0    | 1998–2004    |
| 6 | Joseph Miitamariki | 12       | 0    | 2007–2011    |
| 6 | Stenter Mani       | 12       | 2    | 1996–2001    |
| 6 | James Nand         | 12       | 0    | 1996–2001    |
| 6 | Daniel Shepherd    | 12       | 1    | 2000–2007    |
| 6 | Nikorima Te Miha   | 12       | 2    | 1998–2011    |

| # | Nome              | Gols | Partidas | Média por jogo | Em atividade |
| - | ----------------- | ---- | -------- | -------------- | ------------ |
| 1 | Taylor Saghabi    | 6    | 11       | 0.55           | 2011–        |
| 2 | Joseph Ngauora    | 3    | 8        | 0.38           | 2009–2011    |
| 2 | Campbell Best     | 3    | 11       | 0.27           | 2009–2015    |
| 4 | Teariki Mateariki | 2    | 6        | 0.33           | 2004–2007    |
| 4 | Stenter Mani      | 2    | 12       | 0.17           | 1996–2001    |
| 4 | Nikorima Te Miha  | 2    | 12       | 0.17           | 1998–2011    |
| 4 | John Pareanga     | 2    | 20       | 0.1            | 1998–2011    |

## Treinadores
- Alex Napa (1996–1998)
- Alan Taylor (2000–2001)
- Luigi McKeown (2001–2004)
- Tim Jerks (2004–2010)
- Shane Rufer (2011)
- Paul Farrell-Turepu (2011–2014)
- Drew Sherman (2015–2017)
- Kevin Fallon (2018–2020)
- Alan Taylor (2022–)